# Bloomington (Idaho)
Bloomington è una città (city) degli Stati Uniti d'America, situata nella contea di Bear Lake, nello Stato dell'Idaho.